# Mon pote le Gitan
Pour l’article homonyme, voir Mon pote le gitan (film).
Mon pot' le gitan est une chanson française de 1954. Les paroles sont de Jacques Vérières, la musique est de Marc Heyral.

## Histoire
En 1953, à la mort de Django Reinhardt, Jacques Verrières écrit une chanson, sur une musique de Marc Heyral, intitulée Mon pote le gitan. Elle est publiée en 1955 et outre la version de Verrières, est enregistrée par Yves Montand, Mouloudji, Germaine Montero, Robert Ripa, Francis Lemarque[Quand ?] et connaît une dizaine d'enregistrements en l'espace d'une année[réf. nécessaire].
À 84 ans, quelques mois avant son décès, Jacques Verrières enregistre une nouvelle version, accompagnant les 12 titres de son ultime album.

## Autres versions
- 1956 : Jacques Pills[6]
- 1957 : Barbara[7]
- 1997 : Sapho[8]